# Mathilde (voornaam)
Mathilde of Mathilda is een meisjesnaam van Germaanse afkomst. Het eerste deel van de tweestammige naam, betekent "macht", eventueel "maagd". Het tweede deel, -hild, betekent "strijd. De naam betekent dus zoveel als "machtige strijdster".
Varianten van deze voornaam zijn Matilde, Machteld, Mechteld, Mechtild, Maud (Engels), Matilde (Spaans), Hilde of Hilda, Tilda, Tilde en Tilly.

## Heiligen
- H. Mathilde (ca. 892–968) (14 maart), koningin van Duitsland, echtgenote van Hendrik I, moeder van keizer Otto I
- H. Mechtild van Hackeborn (19 november), mystiek begenadigde cisterciënzerin te Helfta (Saksen)

## Bekende naamdraagsters

### Middeleeuwen
- Mathilde van Toscane, bijgenaamd la Grande Contessa ("de Grote Gravin"), 1046-1115, markgravin van Toscane 1076-1115

### Moderne tijd
- Mathilde Willink (1938-1977), Nederlands model en societyfiguur, echtgenote van de schilder Carel Willink
- Mathilde d'Udekem d'Acoz (1973), koningin van België, echtgenote van Filip van België
- Mathilde Santing (1958), Nederlandse zangeres
- Matilda Ziegler (1964), Engelse actrice
- Matilde Camus (1919-2012), Spaanse dichteres